# Zenaida Pally
Zenaida Pally (n. 10 iunie 1919, Soroca, Basarabia, România – d. 26 iunie 1997, Saarbrücken, Germania) a fost o mezzo-soprană română de faimă internațională.

## Biografie

### Studii
A urmat în paralel trei facultăți între anii 1940 și 1945: Facultatea Comercială, Academia Belle Arte și Conservatorul de Muzică. La conservator i-a avut ca profesori pe Elena Saghin (canto), Ioan D. Chirescu (teorie, solfegiu), Mihail Vulpescu (clasa de operă). După 3 ani a făcut un curs de perfecționare cu Maria Nevi și Constantin Stroescu.

## Activitatea profesională

### În România
A început activitatea ca funcționară la Banca de Stat și membră a Corului Radio, unde l-a avut coleg pe David Ohanesian.
A debutat ca solistă a Teatrului de Operă și Balet din București în mai 1945, la 26 de ani, în rolul Amneris din Aida de Giuseppe Verdi. La scurt timp, a plecat într-un turneu la Budapesta, unde a avut ca parteneri pe Emil Marinescu, Lucia Bercescu și Petre Ștefănescu-Goangă.
A interpretat un număr mare de roluri, printre care cel al Sfinxului din opera Oedip de George Enescu, la premiera românească a operei. A efectuat turnee în străinătate și a realizat înregistrări pentru Radiodifuziunea Română. Pentru meritele sale i s-a acordat titlul de Artist al poporului.

### În Germania
În 1974 a emigrat în Germania, unde și-a continuat activitatea în cor și ca solistă la Saarbrücken, până în anul 1988.

## Distincții
- Ordinul Muncii clasa a II-a (8 martie 1951)[5]
- Ordinul Muncii clasa I-a (19 aprilie 1952) „pentru zelul și munca depusă în realizarea spectacolului «Rusalka» la un nivel artistic excepțional”[6]
- titlul de Artist Emerit al Republicii Populare Române (19 noiembrie 1952)[4][7]
- Medalia „A cincea aniversare a Republicii Populare Române” (24 decembrie 1952) „pentru lupta și munca duse în vederea făuririi, consolidării și prosperării Republicii Populare Române”[8]
- Premiul de Stat cl. I (1954)[4]
- titlul de Artist al Poporului (28 martie 1962) „pentru merite excepționale în opera de dezvoltare a teatrului, muzicii și artelor plastice”[9][4]
- Ordinul „Meritul Cultural” clasa I (12 septembrie 1968) „pentru activitate îndelungată și merite deosebite în activitatea muzicală”[10]

## In memoriam
- Opera Națională București a organizat la 20.05.2009 o expoziție omagială Zenaida Pally.[11]
- Cea de-a cincea ediție a Concursului Internațional de Canto „Maeștrii artei lirice”, organizat de Opera Națională București în 2013, a purtat numele celebrei mezzo-soprane Zenaida Pally.[12]